# Dag-Inge Ulstein
Dag-Inge Ulstein (ur. 4 grudnia 1980) – norweski polityk i samorządowiec, parlamentarzysta, w latach 2019–2021 minister, przewodniczący Chrześcijańskiej Partii Ludowej.

## Życiorys
Absolwent psychologii pracy i organizacji na Uniwersytecie w Bergen. Ukończył też teologię w kolegium nauczycielskim Norsk Lærerakademi. Z zawodu terapeuta rodzinny, pracował w społecznej organizacji kościelnej Stiftelsen Bergen Diakonissehjem. Zaangażował się w działalność polityczną w ramach partii chadeckiej. W 2011 zasiadł w radzie miejskiej w Bergen. Był członkiem miejskich władzy wykonawczych, odpowiadając za sprawy społeczne i mieszkaniowe (2013–2014), a później za finanse (2015–2018).
W 2017 został zastępcą poselskim. Deklarował się później jako zwolennik współpracy chadeków z Partią Pracy. W styczniu 2019 dołączył jednak do tworzonego przez ugrupowania centroprawicowe rządu Erny Solberg, obejmując stanowisko ministra współpracy rozwojowej. W wyborach z września 2021 uzyskał mandat deputowanego do Stortingu. W październiku tegoż roku zakończył pełnienie funkcji rządowej. W sierpniu 2024 został tymczasowym przewodniczącym swojego ugrupowania, a w styczniu 2025 wybrano go na nowego przewodniczącego partii.
Wokalista chrześcijańskiej grupy popowej Elevate oraz wykonującego muzykę elektroniczną zespołu Electric City.